# はわいサービスエリア
はわいサービスエリアは、鳥取県東伯郡湯梨浜町宇野の山陰自動車道（国道9号 青谷羽合道路）上にあるサービスエリアである。運営主体は湯梨浜町で、道の駅はわいとして道の駅に登録されている。

## 概要
施設・駐車場は上り線側（鳥取方面）、下り線側（米子方面）共通で道路の南側に位置し、上り線は本線をオーバークロスする構造となっている。そのため、Uターンが可能である。
一般的なSAと同等の施設を持つが、ガソリンスタンドは設置されていない。また、朝6時から夜11時まで営業のコンビニエンスストアがあり、自動販売機も設置されている。
当サービスエリア（道の駅）は一般道路からも利用できるが、鳥取県道234号東郷羽合線から山道で1 kmほどのところにある。

## 歴史
- 2003年（平成15年）3月21日 : 開通と同時に新設されたが、当時は駐車場と仮設トイレのみであった。
- 2003年（平成15年）8月9日 : レストラン・スナックコーナー・ショッピングコーナー・インフォメーションなどが営業開始。羽合町（現・湯梨浜町）が運営する「道の駅はわい」として登録された。

## 道路
- E9 山陰自動車道（国道9号 青谷羽合道路）

## 施設

### 上下線共通
コンビニエンスストア（ポプラ）があり、自動販売機も設置されている。また、ガソリンスタンドは設置されていない。
- 駐車場：77台
  - 普通車：56台
  - 大型車：17台
  - 身障者用：4台
- トイレ
  - 男：大 3器（和式 2器・洋式 1器）・小 6器
  - 女：9器（和式 7器・洋式 2器）
  - 身障者用：1器
- 公衆電話：1台
- レストラン（レストランはわい、6:30 - 21:00）
- ファーストフード（タナカ、9:00 - 21:00）
- ショッピング
  - 農産物売店（丸勝・アロハ大市場の2社、9:00 - 18:00）
  - 水産物売店（かねまさ浜下商店、9:00 - 17:00）
  - 民芸品売店（わかば、9:00 - 19:00）
- コンビニエンスストア（ポプラ) 6:00 - 23:00）
  - 当初は24時間営業だった。
- ハイウェイ情報ターミナル
- インフォメーション（24時間）
- ベビーベッド
- 公衆無線LAN
- 防災設備
  - 発電設備
  - 災害トイレ
  - 防災備蓄倉庫

### 一般道
- 駐車場：5台
  - 普通車：4台
  - 身障者用：1台

## 休館日
- 年中無休

## 周辺
- 東郷湖

## 隣
E9 山陰自動車道
(6) 泊東郷IC - はわいSA - (7) はわいIC